# Karl Binding

Karl Binding hacia 1882.

Karl Ludwig Lorenz Binding (Fráncfort del Meno, 4 de junio de 1841 - Friburgo de Brisgovia, 7 de abril de 1920) fue un jurista alemán conocido como impulsor de la teoría de la justicia retributiva. Su influyente libro, Die Freigabe der Vernichtung lebensunwerten Lebens ('La aprobación de la destrucción de la vida indigna de la vida', 1920), escrito junto con el psiquiatra Alfred Hoche, fue utilizado por los nazis para justificar su programa secreto de exterminio de los discapacitados mentales y físicos Aktion T4, disfrazado bajo el término «eutanasia»

## Biografía
En 1860 se trasladó de Fráncfort del Meno, su ciudad natal, a Göttingen donde estudió historia y jurisprudencia. En 1864 completó su trabajo de habilitación en latín sobre el derecho penal romano y dio una conferencia sobre derecho penal en la Universidad de Heidelberg. Dos años más tarde fue nombrado profesor de derecho del estado y derecho penal y procesal en Basilea, Suiza. Ese mismo año se casó con Marie Luise Wirsing y publicó Das burgundisch-romanische Königreich ('El reino de los burgundios') y Entwurf eines Strafgesetzbuches für den Norddeutschen Bund ('Proyecto de código penal para la Confederación Alemana del Norte'). En ese momento también se hizo amigo de Johann Jacob Bernoulli, un arqueólogo, Jakob Burckhardt, un historiador del arte, y Friedrich Nietzsche, un filósofo.
En 1869, él y su familia se mudaron a Friburgo y Binding se ofreció como voluntario para luchar en la guerra franco-prusiana. Aunque su falta de entrenamiento militar significaba que no podía servir como soldado, fue aceptado como ordenanza y destinado al frente, sirviendo en un hospital de campaña. En 1872 asumió un cargo en la Universidad de Estrasburgo. En el mismo año se trasladó a la Universidad de Leipzig, donde continuaría trabajando durante los siguientes 40 años. Desde 1879 hasta 1900, Binding trabajó en el tribunal de distrito de Leipzig. Después de convertirse en rector de la Universidad de Leipzig, volvió a Friburgo, donde su esposa murió solo unos días después a los 71 años. En 1918, durante la Primera Guerra Mundial, Binding dejó Alemania para dar conferencias a los soldados alemanes en Macedonia y a los intelectuales búlgaros en Sofía.
Su última obra (Die Freigabe der Vernichtung lebensunwerten Lebens), y la más polémica, coescrita con el psiquiatra Hoche, fue publicada en 1920, el año de su muerte. Binding escribió la primera parte en la que discutió las consecuencias que tendría el estatus legal del suicidio sobre la eutanasia y la legalidad de matar a los enfermos mentales. Hoche se ocupó de la segunda parte en la se concentró en la relación de los médicos con sus pacientes y los enfermos graves.
En esta pequeño libro Binding y Hoche abogaron por la eliminación de las personas que llevaban una «vida indigna de la vida» (Vernichtung lebensunwerten Lebens) ―enfermos incurables y retrasados mentales― y que constituían una «existencia lastre» para la comunidad debido al alto coste que suponía cuidarlos y al gran número de camas de hospitales que ocupaban. Estas ideas fueron rechazadas por la inmensa mayoría de los médicos y los sucesivos gobiernos de la República de Weimar, comprometidos con la defensa de los derechos individuales, e incluso se negaron a aprobar la esterilización forzosa. La Iglesia católica en Alemania también desempeñó un importante papel en el rechazo de estas propuestas. Pero cuando los nazis llegaron al poder las aplicaron mediante el programa secreto de exterminio de los discapacitados físicos y síquicos conocido con el nombre en clave de Aktion T4, que fue disfrazado bajo el término «eutanasia».